# Интелектуална слобода
Интелектуална слобода (енгл. Intellectual freedom) обухвата слободу поседовања, примања и ширења идеја без ограничења. Сматрана саставним делом демократског друштва, интелектуална слобода штити право појединца да приступа, истражује, разматра и изражава идеје и информације као основу за самоуправно, добро информисано грађанство. Интелектуална слобода чини темељ за слободу изражавања, слободу говора и слободу штампе, а повезана је и са слободом информисања и правом на приватност.
Уједињене нације подржавају интелектуалну слободу као основно људско право кроз члан 19. Универзалне декларације о људским правима, који гласи:
Свако има право на слободу мишљења и изражавања; ово право укључује слободу поседовања мишљења без уплитања, као и слободу тражења, примања и ширења информација и идеја путем било ког медија и без обзира на границе.
Институција библиотека посебно цени интелектуалну слободу као део своје мисије да обезбеди и заштити приступ информацијама и идејама. Америчко библиотечко удружење (АЛА) дефинише интелектуалну слободу као „право сваког појединца да тражи и прима информације са свих становишта без ограничења. Она обезбеђује слободан приступ свим изразима идеја кроз које се може истражити било која и све стране неког питања, узрока или покрета”.
Савремени концепт интелектуалне слободе развио се из противљења цензури књига. Промовишу га неколико професија и покрета. Међу њима су, између осталих, библиотекарство, образовање и покрет за слободни софтвер.

## Питања
Интелектуална слобода обухвата многе области, укључујући питања академске слободе, филтрирања интернета и цензуре. Пошто заговорници интелектуалне слободе цене право појединца да бира информационе концепте и медије како би формулисао мишљење без последица, ограничења приступа и препреке приватности информација представљају питања интелектуалне слободе.
Питања која се односе на ограничења приступа укључују:
- забрањене књиге, спаљивање књига и оспоравање литературе
- цензура и покушаји цензуре, укључујући, али не ограничавајући се на цензуру књига, цензуру филмова, цензуру музике, цензуру мапа, цензуру појединачних речи, цензуру стрипова и цензуру видео-игара
- аутоцензура од стране аутора, уредника, новинара или селектора библиотечке грађе
- филтрирање интернета путем софтвера за контролу садржаја
- филтрирање интернета путем интернет цензуре
- законодавство и иницијативе за безбедност на интернету као што су Children's Internet Protection Act (CIPA) и Neighborhood Internet Protection Act (NCIPA)
- неутралност мреже
- владине информације и закони о слободи информисања

Питања која се тичу препрека приватности информација укључују:
- рударење података
- надзор
- заштита података и закони и праксе о приватности информација
- поверљивост евиденције приступа корисника библиотеке
- законодавство које суспендује грађанске слободе у име националне безбедности, као што су Патриотски закон и Закон о националној безбедности

Иако се заговорници интелектуалне слободе боре да забране акте цензуре, позиви на цензуру се вреднују као слобода говора. „Изражавањем својих мишљења и забринутости, потенцијални цензори користе иста права која библиотекари настоје да заштите када се суочавају са цензуром. Изношењем својих критика, људи који се противе одређеним идејама користе иста права као и они који су створили и ширили материјал којем се они противе.” Први амандман право на изношење мишљења и убеђивање других – како за искључивање тако и за укључивање садржаја и концепата – требало би заштитити.

## Историја
Савремена дефиниција, ограничења и обухват интелектуалне слободе првенствено су се развили кроз низ пресуда прецедентног права Врховног суда Сједињених Држава у вези са Првим амандманом и изјавама о политици група посвећених заговарању и одбрани грађанских слобода.

### Абрамс против Сједињених Држава(1919)
У свом често цитираном издвојеном мишљењу о случају слободе говора двојице оптужених осуђених за подстицање антиратног расположења и деловања, судија Врховног суда Оливер Вендел Холмс Млађи повезује слободе говора и изражавања са слободом мисли на следећи начин:
„Прогон због изражавања мишљења чини ми се савршено логичним. Ако не сумњате у своје премисе или своју моћ и свим срцем желите одређени резултат, природно је да своје жеље изразите у закону и уклоните сваку опозицију... Али када људи схвате да је време оборило многе борбене вере, можда ће поверовати, чак и више него што верују у саме темеље сопственог понашања, да се коначно добро којем се тежи боље постиже слободном трговином идеја... Најбољи тест истине је моћ мисли да буде прихваћена у тржишној утакмици, и та истина је једини темељ на којем се њихове жеље могу безбедно остварити.”

### Витни против Калифорније(1927)
Случај у којем је Врховни суд потврдио осуду жене због анти-владиног говора сличног тероризму. У свом мишљењу о том питању, судија Брандајс оцртава улогу слободе мисли у информисању слободног говора, приписујући вредност интелектуалне слободе као грађанске слободе оснивачима Сједињених Држава, тврдећи:
„Они који су изборили нашу независност веровали су да је коначни циљ државе да омогући људима да буду слободни како би развили своје способности... Веровали су да су слобода да мислите како хоћете и да говорите како мислите неопходна средства за откривање и ширење политичке истине.”

### Олмстед против Сједињених Држава(1928)
Случај у којем је Врховни суд САД разматрао да ли су права грађанина из Четвртог или Петог амандмана нарушена када су докази за осуду за кријумчарење алкохола прибављени прислушкивањем. Судија Брандајс даје преседан за укључивање интелектуалне слободе као уставног права у свом издвојеном мишљењу, тврдећи да су аутори Устава САД „препознали значај човекове духовне природе, његових осећања и његовог интелекта” и „настојали да заштите Американце у њиховим веровањима, њиховим мислима, њиховим емоцијама и њиховим осећањима.” Брандајс ће на крају заговарати право на приватност, још једну важну димензију интелектуалне слободе, као проширење америчких грађанских права.

### Сједињене Државе против Швимер(1929)
У потврђеној одлуци Врховног суда да се одбије држављанство Розики Швимер, мађарској имигранткињи, јер је одбила да се заветује да ће узети оружје у одбрану Сједињених Држава због својих пацифистичких ставова и уверења, судија Оливер Вендел Холмс Млађи се лично не слаже са ставовима оптужене, али професионално подржава Швимерин став када пише:
„Неки од њених одговора могли би изазвати народне предрасуде, али ако постоји иједан принцип Устава који императивније захтева приврженост од било ког другог, то је принцип слободне мисли – не слободне мисли за оне који се слажу с нама, већ слободе за мисао коју мрзимо.”

### Повеља о правима библиотеке (1939)
Америчко библиотечко удружење усваја Повељу о правима библиотеке која потврђује „да су све библиотеке форуми за информације и идеје.” Првобитно декларација од три тачке за вођење услуга у америчким бесплатним јавним библиотекама, укључујући изјаве о „растућој нетолеранцији, сузбијању слободе говора и цензури”, данас Повеља о правима библиотеке укључује шест основних политика за вођење библиотечких услуга које афирмишу интелектуалну слободу.

### Универзална декларација о људским правима (1948)
Након Другог светског рата, Уједињене нације усвајају Универзалну декларацију о људским правима као „темељ закона о људским правима” који се састоји од 30 чланова о међународним слободама међу нацијама Генералне скупштине УН. Чланови 18 и 19 посебно афирмишу права на слободу мисли, мишљења и изражавања, као и право на „тражење, примање и ширење информација и идеја путем било ког медија и без обзира на границе.”

### Говор приликом прихватања Лаутербах награде (1953)
У свом говору приликом прихватања Лаутербах награде за подршку грађанским слободама 1953. године, судија Врховног суда Вилијам О. Даглас потврђује да „сигурност наше цивилизације лежи у томе да слобода мисли и слобода говора постану виталне, живе карактеристике живота” и осуђује „[о]граничавање слободне мисли и слободног говора”, називајући га „најопаснијом од свих субверзија” и „не-америчким чином.”

### Слобода читања (1953)
Америчко библиотечко удружење усваја Слободу читања, кључну библиотечку политику која подржава грађанска права појединца на слободно изражавање и интелектуалну слободу кроз размену идеја путем читања и писања. АЛА-ина Слобода читања укључује седам афирмација и одговорности за заштиту права појединца на читање као основног начела демократије. Године 1979, АЛА проширује Слободу читања, усвајајући Слободу гледања, политику која проширује разумевање интелектуалне слободе како би укључила визуелно стицање информација путем визуелних медија као што су уметност, видео, филмови, слике, интернет и друго.

### Бранденбург против Охаја(1969)
Случај у којем је Врховни суд САД успоставио стандард непосредне незаконите акције. Врховни суд је поништио осуду вође Кју-клукс-клана, Кларенса Бранденбурга, на казну од једне до десет година затвора и новчану казну од 1000 долара, коју му је изрекао Суд опште надлежности округа Хамилтон, Охајо. Суд је пресудио да је говор мржње заштићен правима из Првог амандмана све док не подстиче на насиље. Ова пресуда је успоставила савремену доктрину јасне и непосредне опасности, која одређује која се ограничења могу поставити на слободе из Првог амандмана. Само говор који директно подстиче на незакониту акцију може бити ограничен.

## Интелектуална слобода и библиотекарство
Професија библиотекарства сматра интелектуалну слободу основном одговорношћу. Изјава Међународне федерације библиотечких удружења и институција (ИФЛА) о библиотекама и интелектуалној слободи „позива библиотеке и библиотечко особље да се придржавају принципа интелектуалне слободе, неограниченог приступа информацијама и слободе изражавања, и да признају приватност корисника библиотеке.” ИФЛА подстиче своје чланове да активно промовишу прихватање и остваривање принципа интелектуалне слободе. ИФЛА наводи: „Право на знање је услов за слободу мисли и савести; слобода мисли и слобода изражавања су неопходни услови за слободу приступа информацијама.”
Поједина национална библиотечка удружења проширују ове принципе приликом дефинисања интелектуалне слободе за своје чланове. На пример, Америчко библиотечко удружење дефинише интелектуалну слободу као: „[П]раво сваког појединца да тражи и прима информације са свих становишта без ограничења. Она обезбеђује слободан приступ свим изразима идеја кроз које се може истражити било која и све стране неког питања, узрока или покрета. Интелектуална слобода обухвата слободу поседовања, примања и ширења идеја.” Изјава о ставу о интелектуалној слободи Канадског библиотечког удружења наводи да све особе поседују „основно право... да имају приступ свим изразима знања, креативности и интелектуалне активности, и да јавно изражавају своје мисли.” Ово право је озакоњено 2004. године у Британској Колумбији, која пружа заштиту библиотекама од судских спорова због њиховог фонда.
Многа друга национална библиотечка удружења су на сличан начин усвојила изјаве о интелектуалној слободи.
Канцеларија за интелектуалну слободу АЛА организује однос између библиотекарства и интелектуалне слободе у пет различитих категорија:
- Приступ корисника библиотеке информацијама кроз библиотечку збирку
- Професионалне одговорности библиотекара да бирају разноврсну збирку библиотечког материјала за кориснике и штите поверљивост и права на приватност корисника библиотеке приликом коришћења библиотечког материјала
- Лична права библиотекара на слободно изражавање и избор начина живота и јавног учешћа без професионалних последица
- Институционална улога библиотеке као агента друштвених промена, демократије и образовања
- Питање заговарања наспрам неутралности за библиотеке и библиотекаре[16]

Библиотеке штите, бране и заговарају интелектуалну слободу кроз различите организације и ресурсе.

### Одбор за интелектуалну слободу
Одбор за интелектуалну слободу (Intellectual Freedom Committee, IFC) је одбор савета Америчког библиотечког удружења (АЛА), састављен од 11 чланова АЛА које именује Савет АЛА на мандат од две године. Одбор за интелектуалну слободу функционише као саветодавни и образовни огранак АЛА-ине посвећености интелектуалној слободи. IFC препоручује политике које се тичу интелектуалне слободе и цензуре, израђује смернице за библиотечке професионалце за заговарање и одбрану интелектуалне слободе, укључујући Универзално право на слободно изражавање и Важност образовања за интелектуалну слободу, и израђује изјаве о политици које усваја АЛА, укључујући неколико изјава о тумачењу Повеље о правима библиотеке као што су:
- Приступ електронским информацијама, услугама и мрежама
- Приступ библиотечким ресурсима и услугама без обзира на пол или сексуалну оријентацију
- Слободан приступ библиотекама за малолетнике
- Право затвореника на читање
- Изјава о коришћењу софтвера за филтрирање у библиотекама[18]

IFC израђује и подноси изјаве АЛА-и као део задатка одбора да „препоручи такве кораке који могу бити неопходни за заштиту права корисника библиотека, библиотека и библиотекара, у складу са првим амандманом устава Сједињених Држава и Повељом о правима библиотеке коју је усвојио Савет АЛА [и] блиско сарађује са Канцеларијом за интелектуалну слободу и другим јединицама и функционерима удружења у питањима која се тичу интелектуалне слободе и цензуре.” Формиран 1940. године и првобитно назван 'Одбор за интелектуалну слободу ради заштите права корисника библиотека на слободу истраживања', одбор је такође био познат као 'Одбор за интелектуалну слободу' пре садашњег назива 'Одбор за интелектуалну слободу.' Након што је АЛА формирала IFC за промоцију интелектуалне слободе на националном нивоу, многа регионална и државна библиотечка удружења су основала додатне одборе за интелектуалну слободу на државном нивоу.

### Канцеларија за интелектуалну слободу
Канцеларија за интелектуалну слободу (Office for Intellectual Freedom, OIF) Америчког библиотечког удружења служи као административни огранак АЛА одбора као што су Одбор за интелектуалну слободу и Одбор за професионалну етику. Главно задужење OIF-а је спровођење политика АЛА које се тичу интелектуалне слободе, а канцеларија се фокусира на образовање о интелектуалној слободи и координацију активности, догађаја и организација везаних за интелектуалну слободу, и сматра да је „одговорност канцеларије да препоручује, развија, спроводи и одржава целокупан програм интелектуалне слободе за АЛА.”
Функције OIF-а укључују:
- Недеља забрањених књига (Banned Books Week), годишњи догађај који слави слободу читања, под покровитељством издавачких, књижарских, организација за грађанска права, наставничких и библиотечких организација повезаних са интелектуалном слободом.[23]
- Недеља избора приватности (Choose Privacy Week), годишњи догађај који промовише разговор и пружа ресурсе појединцима да критичније размишљају о правима на приватност у дигиталном добу. OIF сарађује са многим националним коалицијама усмереним на дигитална права и приватност, као што су Америчка унија за грађанске слободе (ACLU), Центар за истраживање информационе политике (CIPR), Центар за демократију и технологију, Фондација за електронске границе (EFF), Електронски центар за информације о приватности (EPIC) и Privacy Rights Clearinghouse (PRC).[22]
- Листа често оспораваних књига (Frequently Challenged Books List), база података о оспореним материјалима прикупљеним из новинских извештаја и од појединаца (често путем електронског Обрасца за пријаву оспоравања OIF-а). Иако база података пружа информације о забрањеним књигама, оспореним књигама, често оспораваним ауторима и оспореним класицима од 1990. године, OIF тврди да „не тврде да су свеобухватни у евидентирању оспоравања, јер истраживања сугеришу да на свако пријављено оспоравање долази четири или пет непријављених.”[24]
- Билтен о интелектуалној слободи (Newsletter on Intellectual Freedom, NIF), двомесечна дигитална публикација која служи као „једини часопис који извештава о покушајима уклањања материјала са полица школа и библиотека широм земље.”[25]
- Акциона мрежа за интелектуалну слободу (Intellectual Freedom Action Network, IFAN), ад хок, грађанска група волонтера који служе као веза између националних напора OIF-а и питања интелектуалне слободе у заједницама чланова. Чланови IFAN-а прате питања цензуре у својим заједницама и пружају подршку у случајевима антицензуре и интелектуалне слободе кроз грађански ангажман, као што су писма уредницима или политичким представницима и/или присуство на јавним састанцима и расправама о интелектуалној слободи.[26]
- IFACTION, електронска листа за образовање о питањима и концептима интелектуалне слободе, која је заменила некадашњи штампани билтен OIF-а, Intellectual Freedom News.[27]
- Вебинари, укључујући обимну архиву вебинара о питањима интелектуалне слободе.[28]

### Округли сто за интелектуалну слободу
Округли сто за интелектуалну слободу (Intellectual Freedom Round Table, IFRT) АЛА-е функционише као форум за чланове АЛА-е да учествују у иницијативама и напорима везаним за интелектуалну слободу. IFRT служи као канал комуникације и промотивна група за чланове АЛА-е који желе да повећају своје учешће и знање о концептима и питањима интелектуалне слободе. Иако IFRT одражава друге организације за интелектуалну слободу кроз праћење, подршку и образовне напоре, IFRT пружа разноврсније форуме за дискусију о интелектуалној слободи за библиотекаре на два начина:
- Организовањем програма и активности за дискусију о интелектуалној слободи на државном и локалном нивоу
- Планирањем и спонзорисањем конференцијских програма о темама везаним за интелектуалну слободу

Поред подстицања и неговања заједнице библиотекара који уче, промовишу и бране принципе интелектуалне слободе, IFRT додељује три награде за интелектуалну слободу (видети испод) и производи Извештај о интелектуалној слободи за чланове Америчког библиотечког удружења четири пута годишње.

### Фондација Слобода читања
Фондација Слобода читања је основана 1969. године од стране чланова Америчког библиотечког удружења. Иако су је основали чланови АЛА, FTRF је засебна организација од АЛА са посебним чланством фокусираним на правну одбрану интелектуалне слободе за библиотеке, библиотекаре, библиотечко особље и поверенике библиотека. Иако FTRF учествује у образовним напорима везаним за интелектуалну слободу, FTRF првенствено има за циљ да „подржи и брани библиотекаре чији су положаји угрожени због њиховог отпора кршењу Првог амандмана; и да постави правни преседан за слободу читања у име свих људи.” У посвећености фондације „принципу да је решење за увредљив говор више говора, и да сузбијање говора на основу тога што вређа неке крши права свих на слободно, отворено и робустно тржиште идеја,” FTRF додељује и дистрибуира грантове за помоћ у судским споровима везаним за интелектуалну слободу, директно учествује као страна у судским споровима о интелектуалној слободи и подноси amicus curiae поднеске у случајевима слободе говора и слободе штампе. Помоћ FTRF-а библиотечком особљу чији су послови угрожени због њихове одбране интелектуалне слободе „покушава да избегне избор између поштовања принципа интелектуалне слободе и” онога што је уважени библиотекар и научник библиотекарства Лестер Асхајм назвао „три оброка дневно.”
Статут организације описује четири сврхе Фондације, укључујући:
- Промовисање и заштиту слободе говора и штампе;
- Заштиту права јавности на приступ информацијама и материјалима који се чувају у библиотекама нације;
- Очување права библиотека да дистрибуирају све материјале садржане у њиховим збиркама; и
- Подршку библиотекама и библиотекарима у њиховој одбрани права из Првог амандмана пружањем правног саветовања или средстава за његово обезбеђивање.[32]

### Хуманитарни фонд Лерој С. Мерит
Хуманитарни фонд Лерој С. Мерит (LeRoy C. Merritt Humanitarian Fund) пружа финансијску помоћ библиотекарима који су:
- „Лишени права на запослење или дискриминисани на основу пола, сексуалне оријентације, расе, боје коже, вероисповести, религије, старости, инвалидитета или места националног порекла; или
- Лишени права на запослење због одбране интелектуалне слободе; то јест, којима се прети губитком посла или су отпуштени због свог става за ствар интелектуалне слободе, укључујући промоцију слободе штампе, слободе говора, слободе библиотекара да бирају ставке за своје збирке из свих светских писаних и снимљених информација, и одбране права на приватност.”[36]

Првобитно основан од стране Фондације Слобода читања 1970. године, Мерит фонд сада функционише независно, а њиме управљају три повереника које бирају донатори фонда. Фонд је назван по Лероју С. Мериту, који је током свог живота учествовао у одбрани и заговарању интелектуалне слободе на различите начине, укључујући ауторство бројних књига и чланака о интелектуалној слободи и анти-цензури, уређивање АЛА-иног Билтена о интелектуалној слободи од 1962. до 1970. године, као први добитник Награде за интелектуалну слободу Роберт Б. Даунс, и, донирајући целокупан износ Даунсове награде Фондацији Слобода читања, као први добротвор FTRF-а.

### Приручник о интелектуалној слободи
Канцеларија за интелектуалну слободу Америчког библиотечког удружења објављује Приручник о интелектуалној слободи (Intellectual Freedom Manual), сада у свом деветом издању. Сматра се ауторитативним ресурсом о интелектуалној слободи за библиотечке професионалце, а такође је користан и за чланове јавности који желе да буду информисани о најновијим политикама и развојима у овој области. Поред историјског прегледа теме, подељен је на делове који покривају кључна питања као што су Повеља о правима библиотеке, заштита слободе читања, интелектуална слобода и закон, и очување, заштита и рад за интелектуалну слободу. Проширујући нови додатак приручнику је одељак о Приватности; тумачење Повеље о правима библиотеке 

### Сарадња међу повезаним организацијама
Многи од горе наведених ентитета сарађују једни са другима и са другим организацијама, укључујући:
- Удружење америчких издавача
- Америчко удружење књижара
- Америчко удружење књижара за слободно изражавање
- Центар за демократију и технологију
- Фондација за образовање на интернету
- Медијска коалиција
- Национална коалиција против цензуре
- PEN амерички центар
- државне и регионалне организације за Први амандман
- одбори за интелектуалну слободу државних библиотечких удружења
- коалиције за интелектуалну слободу

## Награде за интелектуалну слободу

### Награда за интелектуалну слободу Роберт Б. Даунс
Од 1969. године, Факултет за постдипломске студије библиотекарства и информационих наука (GSLIS) на Универзитету у Илиноису годишње додељује Награду за интелектуалну слободу Роберт Б. Даунс. Факултет GSLIS је назвао ову награду по Роберту Б. Даунсу на његову 25. годишњицу као директора Факултета у част његове улоге као борца за интелектуалну слободу. Даунс, такође бивши председник и потпредседник АЛА-е, усмерио је своју библиотечку каријеру на рад против, и изражавање противљења, књижевној цензури и аутор је многих књига и публикација на теме цензуре и интелектуалне слободе. Додељује се појединцима или групама који су унапредили ствар интелектуалне слободе у библиотекама, а Награда за интелектуалну слободу Роберт Б. Даунс се „[д]одељује онима који су се одупрли цензури или напорима да се ограничи слобода појединаца да читају или гледају материјале по свом избору, награда може бити признање за одређену акцију или дугорочни интерес и посвећеност ствари интелектуалне слободе.”

### Меморијална награда Илај М. Оболер
Од 1986. године, Округли сто за интелектуалну слободу Америчког библиотечког удружења бијенално спонзорише Меморијалну награду Илај М. Оболер. Награда, која се састоји од 500 долара и сертификата, одаје признање „најбољем објављеном раду у области интелектуалне слободе.” IFRT је постхумно назвао ову награду по Илају М. Оболеру, бившем библиотекару Државног универзитета у Ајдаху, познатом као „шампион интелектуалне слободе који је захтевао уклањање свих баријера слободи изражавања.” Оболер, такође бивши члан и функционер у бројним организацијама за интелектуалну слободу, укључујући Округли сто за интелектуалну слободу, АЛА Одбор за интелектуалну слободу, Фондацију Слобода читања и Одбор за интелектуалну слободу Библиотечког удружења Ајдаха, аутор је преко 200 публикација, многе о цензури и интелектуалној слободи, укључујући:
- The Fear of the Word: Censorship and Sex. Metuchen, NJ: Scarecrow Press, 1974.
- Ideas and the University Library: Essays of an Unorthodox Academic Librarian. Westport, CT: Greenwood Press, 1977.
- Defending Intellectual Freedom: The Library and the Censor. Westport, CT: Greenwood Press, 1980.
- To Free the Mind: Libraries, Technology, and Intellectual Freedom. Littleton, CO: Libraries Unlimited, 1983."[47]

Додељује се за ауторство у области интелектуалне слободе, а IFRT разматра „појединачне чланке (укључујући рецензије), серије тематски повезаних чланака, књиге или приручнике објављене на локалном, државном или националном нивоу на енглеском или у преводу на енглески” за доделу Меморијалне награде Илај М. Оболер.

### Меморијална награда Џон Филип Имрот
Од 1976. године, Округли сто за интелектуалну слободу АЛА-е годишње спонзорише Меморијалну награду Џон Филип Имрот. Награда, која се састоји од 500 долара и повеље, „одаје почаст храбрости, посвећености и доприносу живе особе, групе или организације која је поставила најбољи пример за одбрану и унапређење принципа интелектуалне слободе.” Након његове смрти 1979. године, награда је преименована по Џону Филипу Имроту, оснивачу и првом председавајућем Округлог стола за интелектуалну слободу. Имрот награда се разликује од других награда за интелектуалну слободу по томе што препознаје „изванредну личну храброст у одбрани интелектуалне слободе.”

### Награда за односе са огранцима за интелектуалну слободу Џералд Хоџиз
Од 1984. године, Округли сто за интелектуалну слободу АЛА-е годишње спонзорише регионалну награду за интелектуалну слободу, тренутно названу Награда за односе са огранцима за интелектуалну слободу Џералд Хоџиз. Награда, која се састоји од 1000 долара и повеље, „одаје признање организацији фокусираној на интелектуалну слободу која је развила снажан, вишегодишњи, континуирани програм или један једногодишњи пројекат који представља пример подршке интелектуалној слободи, поверљивости корисника и анти-цензурним напорима.” IFRT је постхумно назвао ову награду по Џералду Хоџизу, дугогодишњем функционеру АЛА-е који је своју библиотечку каријеру посветио својој страсти према интелектуалној слободи и односима са огранцима све до своје смрти 2006. године. Године 2010. Награда за интелектуалну слободу Џералд Хоџиз заменила је Награду за достигнућа у интелектуалној слободи државних и регионалних огранака IFRT-а, која се годишње додељивала „најиновативнијем и најефикаснијем пројекту интелектуалне слободе који покрива државу или регион.”

### AASL награда за интелектуалну слободу
Од 1982. године, Америчко удружење школских библиотекара (AASL), дивизија АЛА-е, годишње додељује Награду за интелектуалну слободу. Награда, која се састоји од 2000 долара за добитника и 1000 долара за програм школске библиотеке по избору добитника, одаје почаст школском библиотекару „за поштовање принципа интелектуалне слободе како их је поставило Америчко удружење школских библиотекара и Америчко библиотечко удружење.”

### Награда Гордон М. Конабл
Од 2007. године, Удружење јавних библиотека (PLA), дивизија АЛА-е, годишње додељује Награду Гордон М. Конабл. Награда, која се састоји од 1500 долара и спомен-плоче, „одаје почаст члану особља јавне библиотеке, поверенику библиотеке или јавној библиотеци која је показала посвећеност интелектуалној слободи и Повељи о правима библиотеке.”

## Интелектуална слобода под ауторитарном влашћу
Интелектуална слобода је често сузбијена под ауторитарном влашћу и такве владе често тврде да имају номиналну интелектуалну слободу, иако је степен слободе предмет спора. Бивши СССР, на пример, тврдио је да пружа интелектуалну слободу, али неки аналитичари на Западу су навели да је степен интелектуалне слободе био у најбољем случају номиналан.

## Интелектуална слобода у демократским земљама током криза
Током криза у демократским земљама често се води дебата о равнотежи између националне безбедности, успешног окончања кризе и очувања демократских грађанских слобода. Ова дебата се често води о томе у којој мери демократска влада може ограничити грађанске слободе у интересу успешног окончања кризе.

### Канада
Таква дебата је постојала у Канади током Другог светског рата. Од Првог светског рата, Закон о ратним мерама је постојао као законодавство у Канади које је омогућавало влади да делује са већим овлашћењима у време националних криза, као што је ратно стање. Током Другог светског рата, савезна либерална влада премијера Вилијама Лајона Макензија Кинга донела је ову меру одлуком Савета. Закон о ратним мерама, а са њим и Прописи о одбрани Канаде, донела је савезна влада почетком септембра 1939. године. Њиховом применом, грађанске слободе, посебно интелектуална слобода политичких дисидената, биле су ограничене. Такође, у Квебеку, влада Националне уније премијера Мориса Диплесија донела је „Закон о комунистичкој пропаганди”, који је постао познат као Закон о катанцу. Он је премијеру Диплесију, као државном тужиоцу Квебека, дао моћ да затвори (отуда катанац) било које просторије које се користе у сврху „пропагирања комунизма или бољшевизма.” Закон је критиковао, на пример, Јуџин Форси, као прешироко дефинисан и да је премијеру дао моћ да сузбије било које мишљење које је желео. Форси је навео примере такве злоупотребе у Канадском форуму. Све ове мере критиковали су писци у Канадском форуму као што су Јуџин Форси и Френк Р. Скот и Лига за друштвену обнову уопште; група којој су припадали и Форси и Скот. Заиста, током Другог светског рата, Канадски форум је објављивао анонимну месечну колумну у којој су се наводиле злоупотребе грађанских слобода од стране канадских власти.

### Сједињене Државе
Након напада 11. септембра, појавила су се питања која се тичу суспензије или смањења грађанских слобода у име националне безбедности. Законодавство као што је Закон о националној безбедности (HSA) из 2002. и Патриотски закон САД (често скраћено као Патриотски закон) из 2001. задиру у права на интелектуалну слободу, приватност и слободу информисања како би се побољшала домаћа безбедност од потенцијалних терористичких претњи и аката.
Патриотски закон је посебно наишао на критике бројних организација за интелектуалну слободу. Електронски центар за информације о приватности (EPIC) је критиковао Патриотски закон као неуставан, посебно када „приватне комуникације америчких грађана који поштују закон могу бити случајно пресретнуте.” Поред тога, Фондација за електронске границе (EFF) тврди да нижи стандард који се примењује на прислушкивања „даје ФБИ-у 'бланко чек' да крши приватност комуникација безбројних невиних Американаца”. Америчко библиотечко удружење (АЛА) је у партнерству са америчким библиотекама у супротстављању одредби у одељку 215 која омогућава ФБИ-у да поднесе захтев за налог за израду материјала који помажу у истрази која се спроводи ради заштите од међународног тероризма или тајних обавештајних активности. „Опипљиве ствари” које могу бити мета укључују „књиге, записе, папире, документе и друге предмете”.